# Geir Einang
Geir Einang (Øvre Årdal, 8 de marzo de 1965) es un deportista noruego que compitió en biatlón. Ganó dos medallas de bronce en el Campeonato Mundial de Biatlón, en los años 1989 y 1991.

## Palmarés internacional
| Campeonato Mundial | Campeonato Mundial  | Campeonato Mundial | Campeonato Mundial |
| Año                | Lugar               | Medalla            | Prueba             |
| ------------------ | ------------------- | ------------------ | ------------------ |
| 1989               | Feistritz (Austria) | Medalla de bronce  | Relevos            |
| 1991               | Lahti (Finlandia)   | Medalla de bronce  | Relevos            |